# 14571 Caralexander
14571 Caralexander è un asteroide della fascia principale. Scoperto nel 1998, presenta un'orbita caratterizzata da un semiasse maggiore pari a 2,5924497 UA e da un'eccentricità di 0,1557171, inclinata di 5,38820° rispetto all'eclittica.